# Schlagsahne

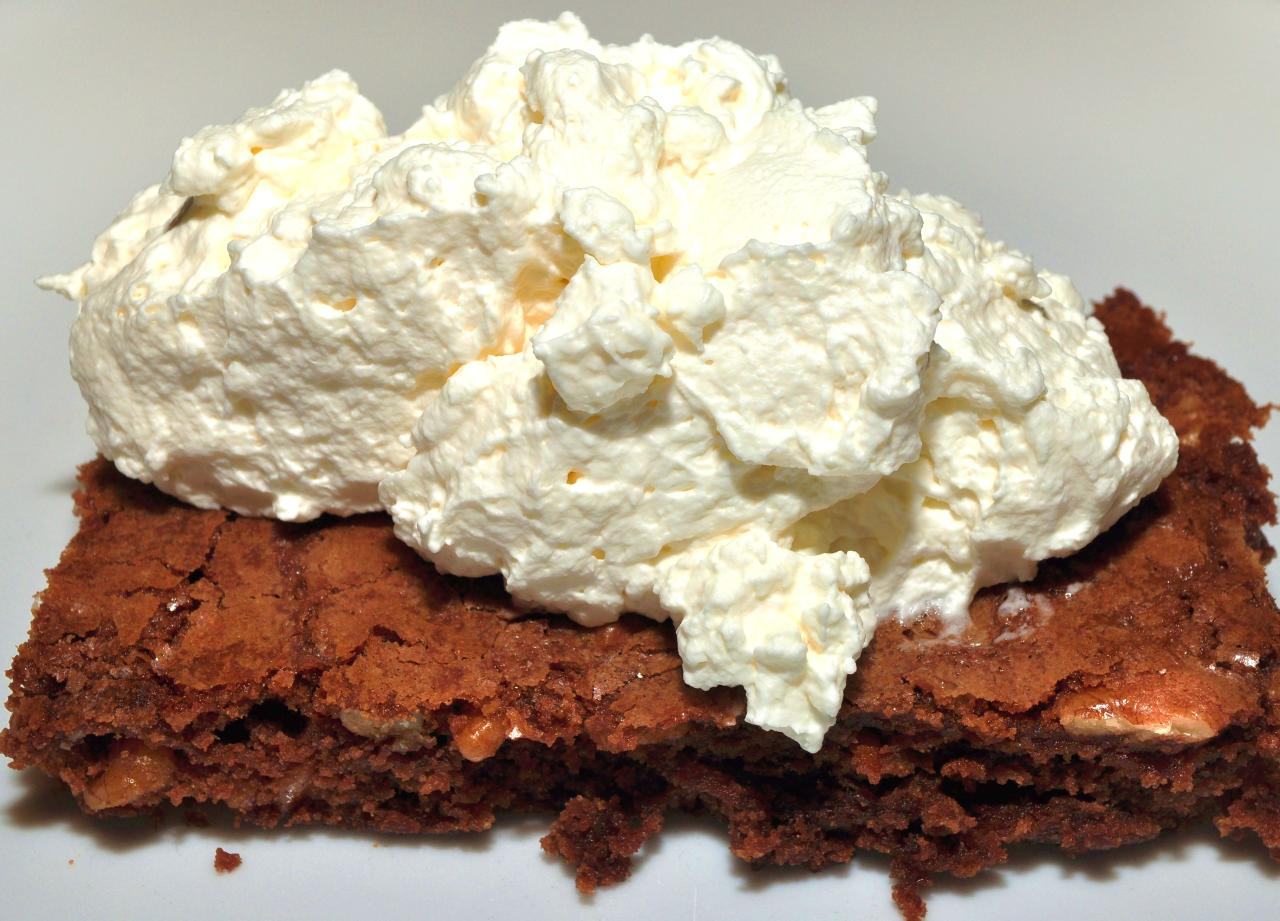
Kuchen mit frischer Schlagsahne

Schlagsahne, Süße Sahne, Schlagrahm, in Österreich auch Schlagobers oder Schlag, in der Schweiz auch Rahm oder Nidle, sind Bezeichnungen für aufgeschlagene Sahne oder allgemeiner für eine Sahnesorte, die sich zum Aufschlagen eignet. Dies ist ab einem Fettgehalt von etwa 30 % der Fall.
Geschlagene und meist gesüßte Sahne wird als Beigabe zu Eis, Pudding, Obst, Kuchen, Waffeln und anderen Dessertspeisen gereicht. Sie dient in der Konditorei auch als Füllung oder Garnitur für Kuchen und Torten und als Grundlage für Sahnecremes. Vielfach werden auch Heißgetränke (Kaffee-, Tee- und Kakaospezialitäten) mit Schlagsahne serviert. Auch in der herzhaften Küche findet (ungesüßte) Schlagsahne Verwendung, beispielsweise zur Verfeinerung von Saucen.

## Bezeichnung und Beschaffenheit
Neben der Bezeichnung Schlagsahne sind folgende Synonyme geläufig:
- süße Sahne,
- Rahm (westmitteldeutsch, süddeutsch, österreichisch und schweizerisch),
- Obers (ostösterreichisch),
- (geschwungener) Nidel (schweizerisch umgangssprachlich),
- Flott (norddeutsch),
- Schmand (besonders westmitteldeutsch und nordostdeutsch),
- Milchschwamm (landschaftlich).

Zur Herstellung von Schlagsahne (wie auch anderer Sahnesorten) wird heutzutage die Milch zunächst bis zu einem Restfettgehalt von 0,03–0,06 % entfettet und dann durch Zugabe von Milchfett auf einen standardisierten Fettgehalt gebracht. Nach der deutschen Milcherzeugnisverordnung ist für „Schlagsahne“ ein Mindestfettgehalt von 30 % vorgeschrieben. Es ist auch Sahne mit höheren Fettgehalten wie etwa 35 % erhältlich. Diese wird teils ebenfalls „Schlagsahne“ und teils „Schlagsahne extra“ „Konditorsahne“ genannt, was aber keine geschützten Begriffe sind.
In Österreich hat frisches „Schlagobers“ üblicherweise mindestens 36 % Fett, ultrahocherhitztes 32 %. In der Schweiz wird die zum Schlagen geeignete Sahnesorte mit 35 % Fett als „Vollrahm“ bezeichnet.
Gesüßte Schlagsahne wird in der Küchensprache und Hotellerie auch mit ihrem französischen Namen als Crème Chantilly bezeichnet. Sie kann neben dem Zucker auch Aromen wie Vanille, geriebene Zitrusschalen oder Orangenblütenwasser enthalten.

## Aufschlagen von Sahne

### Physikalische Vorgänge
In ungeschlagener Sahne liegt das Milchfett in Form kleiner dispergierter Kügelchen vor, die von einer komplex aufgebauten Membran aus Proteinen und Phospholipiden umgeben sind, die eine hydrophile Oberfläche hat. Ein entscheidender Faktor für die Aufschlagbarkeit ist der Anteil des festen Fettes gegenüber dem flüssigen, das heißt der Kristallisationsgrad des Fettes. Er wird durch die Temperatur der Sahne beeinflusst, aber auch dadurch, wie schnell sie abgekühlt oder erwärmt wird und wie lange sie eine bestimmte Temperatur beibehält. Der Kristallisationsgrad bestimmt seinerseits die Stabilität der Fettkügelchen und ihr Verhalten bei der Bildung von Aggregationen. Allgemein ist die Kristallisation in den Fettkügelchen im Vergleich zum freien Butterfett verzögert, so dass auch bei niedrigen Temperaturen ein gewisser Teil des Fettes in flüssiger Form vorliegt. Ist der Anteil des festen Fettes ausreichend hoch (über 20 %), umschließt es den flüssigen Kern als kristalline Schale, was dazu führt, dass das Fettkügelchen nicht mehr deformierbar ist und bei mechanischer Beanspruchung die Membran beschädigt wird. Eine ausreichende Fettkristallisation ist für die Herstellung von stabilem Sahneschaum unabdingbar. Die Sahne soll daher vor dem Aufschlagen wenigstens 24 Stunden kühl lagern und für das beste Aufschlagergebnis eine Temperatur von etwa 4 °C haben. Auch die verwendeten Behälter und Geräte sollten gekühlt werden, damit sich die Sahne beim Schlagen nicht zu stark erwärmt. Beim Einfrieren leidet dagegen die Schlagbarkeit der Sahne.
Beim Aufschlagen von Sahne entstehen in der Flüssigkeit zunächst große, runde Luftblasen, die mit zunehmender Aufschlagdauer immer kleiner werden und schließlich die Form von eng aneinanderliegenden Waben annehmen, zwischen denen das Milchserum mit den darin verteilten Fettkügelchen dünne Lamellen bildet. Der so entstehende Schaum wird, wie beim Aufschäumen von Milch, zunächst durch oberflächenaktive Proteine und Membranfragmente stabilisiert, allerdings nur in begrenztem Maße. Durch das Schlagen der Sahne verlieren jedoch die Fettkügelchen mit kristallinem Fett ihre Membranen und lagern sich mit ihrer nunmehr hydrophoben Oberfläche an die Gasblasen an, wodurch die Blasen weiter stabilisiert werden. Dazu müssen die Blasen aber möglichst weitgehend von Fettkügelchen überzogen sein, was nur bei ausreichend hohem Fettgehalt der Sahne möglich ist. Um eine stabile, dressierfähige Schlagsahne zu erhalten, ist darüber hinaus ein maßvolles Verklumpen der Fettkügelchen notwendig, was nur geschieht, wenn flüssiges Fett als Klebstoff vorhanden ist. Dies tritt bei ausreichend festem Schlagen der Sahne aus stark beanspruchten und deformierten Fettkügelchen aus und führt zu Bildung von Fettklumpen und von Brücken zwischen den Gasblasen, wodurch der Schaum optimal stabilisiert wird. Schlägt man die Sahne zu lange, erhöht sich der Flüssigfettanteil weiter und die Klumpen werden zu groß. Die Sahne wird dann körnig, oder nimmt sogar einen butterartigen Charakter an und scheidet Buttermilch ab. Man spricht in diesem Fall von „überschlagener Sahne“.

### Verfahren

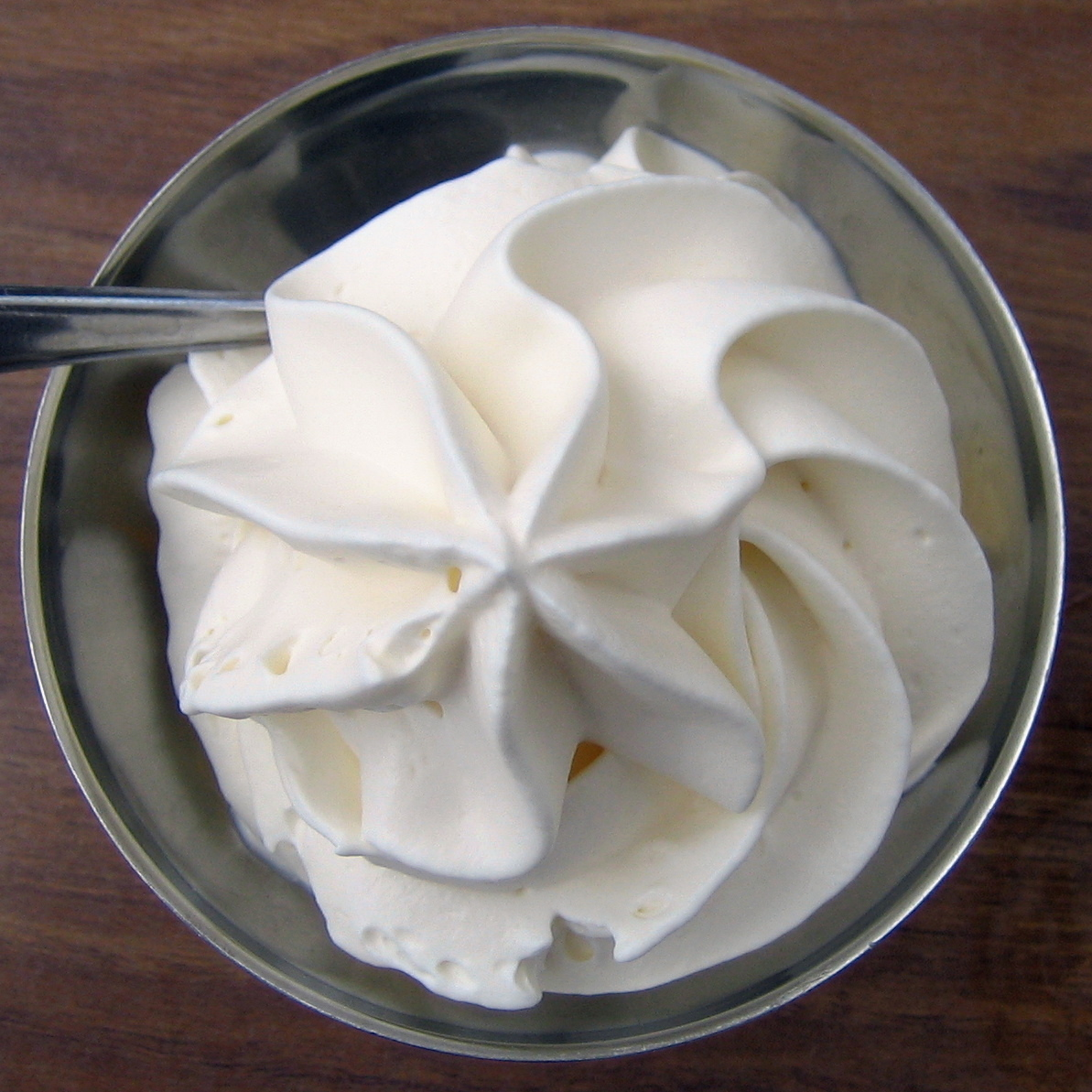
Portionsschälchen mit Schlagsahne aus der Gastronomie; das Produkt wird mithilfe einer Sahnedüse in Form gebracht

Zum Aufschlagen von Sahne gibt es verschiedene Methoden:
- Rührbesen: Klassisch wird Sahne von Hand mit einem Schneebesen, mit einem elektromotorisch angetriebenen Handrührgerät, einer Küchenmaschine oder mit einer professionellen Anschlagmaschine aufgeschlagen. Die mit diesen Methoden bereitete Schlagsahne bleibt relativ dicht, eine Volumensteigerung von bis zu 100 % ist aber möglich.[13][10]
- Sahnebläser und Sahneautomat: Eine stärker gelockerte und dennoch stabile Schlagsahne lässt sich mit Geräten herstellen, die zusätzlich Luft in die Sahne einblasen: Zum einen Sahnebläser, die größere Chargen Sahne in einem Kessel mit einem rotierenden Gitter schlagen und dabei gleichzeitig von unten Luft einblasen, zum anderen Sahneautomaten, die einen Zapfhahn besitzen und erst beim Zapfen die Sahne mechanisch aufschlagen und gleichzeitig Luft einbringen. Mit diesen Geräten ist es möglich, Schlagsahne mit einer Dichte von 350–300 g/l herzustellen, das entspricht maximal ungefähr einer Verdreifachung des Volumens von flüssiger Sahne.[13]
- Aufschäumen mit Treibgas: Bei Sahnesiphons (Schweiz: Rahmbläser) und Sprühdosen wird Sahne mit Hilfe eines Treibgases durch eine Düse gedrückt und dabei aufgeschäumt. Ein Teil des Treibgases ist dabei in der flüssigen Sahne in der Flasche gelöst. Typisch wird die etwa 300 bis 500 ml große Aluflasche (für 260 ml flüssige Sahne) nach Einlassen des Treibmittels (Sahnekapsel aus Stahl, etwa 25 mm Durchmesser × 80 mm Länge, am Kopf mit einer aufstechbaren Metallmembran verschlossen) kurz geschüttelt, gestürzt und per Handhebel wird das Tellerventil graduell geöffnet, um die Flüssigphase austreten zu lassen. In einem Rohr entspannt sich die Flüssigkeit unter Aufschäumen durch das Ausgasen des gelösten Treibmittels. Ein typisch (v-förmig) gezacktes Rohrende ergibt einen Schaumwulst mit etwa sternförmigem Querschnitt. Es gibt auch Düsen mit welligem Rand, genannt Tulpendüsen. Als Treibgas finden vor allem Lachgas („Sahnekapsel“) und seltener Kohlendioxid Verwendung, da sie in der Sahne löslich sind und damit das Aufschäumen begünstigen.[14] Die so hergestellte Sahne hat ein großes Volumen, ist aber in der Regel weniger standfest. Sahne- und Soda(wasser)kapseln sind austauschbar geformt doch mitunter farbmarkiert. Physikalisch haben beide Gase gleiche Molekülmasse und -struktur und deshalb fast übereinstimmende physikalische Eigenschaften. In der Kapsel liegen sie druckverflüssigt vor.

Der Kapselverschluss durch die Metallmembran stellt eine Überdrucksicherung ähnlich einer Berstscheibe dar. Der Verschluss platzt auf, bevor ein Druck erreicht wird, bei dem die kleine, flaschenförmige Kapsel platzen kann.

#### Unfall mit Sahnekapsel
Am 1. Oktober 2021 wurde über die Explosion einer Sahnekapsel berichtet, die in Lochau in Vorarlberg ins heiße Öl einer Fritteuse gefallen war. Beim Bersten der Membran durch die von der Erhitzung herrührende Druckerhöhung wurde ein Gasvolumen von etwa 8 Liter freigesetzt. Die spezifisch schwere, volle Kapsel sank im Öl ab, so dass das austretende Gas mit einem geschätzten Druck von 50 bar das heiße Öl aus der Fritteuse schleuderte. Der Koch erlitt dadurch schwere Verbrennungen.

## Verwendung von Bindemitteln
Nach dem Schlagen ist die Sahne eingeschränkt dressierfähig und standfest. Um sie fester zu machen und das Absetzen von Wasser zu verhindern, kann man sie mit Gelatine oder mit einem Sahnestandmittel versetzen. Gelatine ist das übliche Bindemittel für Sahne, da ihre Festigkeit zur Sahne passt und sie (anders als Stärke) auch kalte Flüssigkeit bindet. Zum Einbringen in die geschlagene Sahne muss sie allerdings durch moderates Erwärmen verflüssigt werden – kalt eingearbeitete Gelatine würde Klumpen und Fäden bilden, zu heiße Gelatine das Volumen des Sahneschaums reduzieren. Sahnestandmittel enthalten oft andere Bindemittel, zum Beispiel kalt bindende modifizierte Stärke. Auch durch Zugabe von Zucker (50–70 g/l) verbessert sich die Sahnefestigkeit.
Die im Handel erhältliche Schlagsahne enthält oftmals den deklarationspflichtigen Zusatzstoff Carrageen als Stabilisator, was unter anderem dazu führt, dass solche Sahne nicht aufrahmt (das heißt, dass sich bei der Lagerung kein festes Fett absetzt). Der Zusatz von Carrageen ist aber umstritten.

## Sahne in der Konditorei
Schlagsahne dient als Füllung und zum Garnieren vieler Torten und Desserts, entweder pur, aromatisiert mit Fruchtmark, Kaffee, Kakao, Quark, Wein oder anderem, oder als Bestandteil von Sahnecremes wie Bayerischer Creme und Canache. Dementsprechend spricht man von Sahnetorten oder Sahnecremetorten, und zwar gilt nach dem Deutschen Lebensmittelbuch folgende Regelung:
- Sahnetorten haben einen Sahneanteil in der Füllung bzw. Garnierung von mindestens 60 %.
- Sahnecremetorten haben einen Sahneanteil von weniger als 60, aber mindestens 20 %; zugesetztes Fett darf nur Milchfett sein.

Doch abweichend davon heißen Torten mit Quark, Frischkäse, Buttermilch, Kefir, Joghurt oder Wein bereits ab einem Sahneanteil von 20 % schon „Sahnetorten“. (Also beispielsweise enthält eine Käse-Sahnetorte eventuell nur 30 % Sahne, eine Erdbeer-Sahnetorte muss mindestens 60 % haben.) Die Konsistenz, der Zusatz von Bindemitteln oder anderes sind für die Unterscheidung von Sahne- und Sahnecremefüllungen unerheblich.